# 布坎南 (紐約州)
布坎南（英語：Buchanan）是位於美國紐約州西徹斯特縣的村。

## 人口
根據2020年美國人口普查的數據，布坎南的面積為4.53平方千米，當中陸地面積為3.67平方千米，而水域面積為0.86平方千米。當地共有人口2302人，而人口密度為每平方千米508人。